# Брюно Ірле
Брюно Жіль Ірле (фр. Bruno Gilles Irles; 16 серпня 1975) — французький професійний футбольний тренер і колишній гравець, який є головним тренером клубу Чемпіонату Національ 2 «Бордо». Також він працює футбольним експертом на французькому телебаченні.

## Раннє життя та кар’єра гравця
Брюно Жіль Ірле народився 16 серпня 1975 року в Рошфорі, Шаранта-Маритим. Свою професійну кар’єру він провів у складі «Монако» в Лізі 1, де зіграв 83 матчі без забитих голів.

## Тренерська кар’єра

### Монако
Ірле розпочав свою тренерську кар’єру в тренувальному центрі «Монако», спочатку займаючись аналізом суперників для тренерського штабу Дідьє Дешама під час їхнього шляху до фіналу Ліги чемпіонів УЄФА 2004.
Протягом шести років з 2005 року він тренував команду до 17 років, а у вересні 2011 року очолив резервну команду Монако в CFA 3, а також керував тренувальним центром.

### Арль-Авінон
У 2014 році в рамках партнерства між «Монако» та Арль-Авінон, Ірле 6 жовтня того ж року став помічником головного тренера команди Ліги 2.

### Шериф Тирасполь
Отримавши професійну тренерську ліцензію у 2016 році, він став головним тренером «Шерифа» в Молдові. У серпні 2016 року він виграв Суперкубок Молдови, а також брав участь у другому кваліфікаційному раунді Ліги чемпіонів. Після виїзної поразки наприкінці вересня 2016 року його несподівано звільнили, хоча команда лідирувала в чемпіонаті Молдови з шістьма перемогами у восьми матчах і була найрезультативнішою.

### Телевізійний експерт (2017–2022)
Залишившись без клубу, у січні 2017 року Ірле став експертом на Canal+ у Франції, розпочавши з програми Infosport+, а з серпня 2017 року приєднався до команди Late Football Club.
Він продовжував працювати експертом, одночасно повернувшись до тренерської роботи з клубами нижчих дивізіонів «По» та «Кевії-Руан», поки не приєднався до «Труа» у січні 2022 року.

### РВДМ
Після року без тренерської роботи Ірле був призначений на роль «рятівника» у клубі Бельгійської Про Ліги РВДМ з Брюсселя, який боровся за виживання. Ірле був призначений 16 лютого 2024 року після звільнення Касапи, коли клуб перебував на передостанньому місці в таблиці.

### Бордо
28 серпня 2024 року Ірле був призначений головним тренером «Бордо» у Чемпіонаті Національ 2.